# شاکلا
شاکلا (انگلیسی: Shakeela؛ زادهٔ ۲۲ مهٔ ۱۹۷۳) یک هنرپیشه اهل هند است. وی از سال ۱۹۹۱ میلادی تاکنون مشغول فعالیت بوده‌است.
او در فیلم سوپر، پسر تامیلی دوست‌داشتنی، چیزی تصادفی و واسو و سراوانان بازی کرده‌است.